# Dominion
Dominion je status delno samostojne države, ki še vedno priznava vdanost britanski kroni ter so bile del Britanskega imperija, a imajo neodvisno notranjo in zunanjo politiko. Dominioni so bili definirani po kraljevi konferenci iz leta 1926, ki je temeljila na balfourški deklaraciji iz leta 1926. Status dominiona so takrat prejele Kanada, Avstralija, Nova Zelandija, Južna Afrika, Nova Fundlandija in Irska svobodna država.